# Thomas Kling-Poetikdozentur
Die Thomas Kling-Poetikdozentur ist eine besondere Form der Literatur- und Autorenförderung der Kunststiftung NRW und des Instituts für Germanistik, Vergleichende Literatur- und Kulturwissenschaft an der Universität Bonn.

## Geschichte

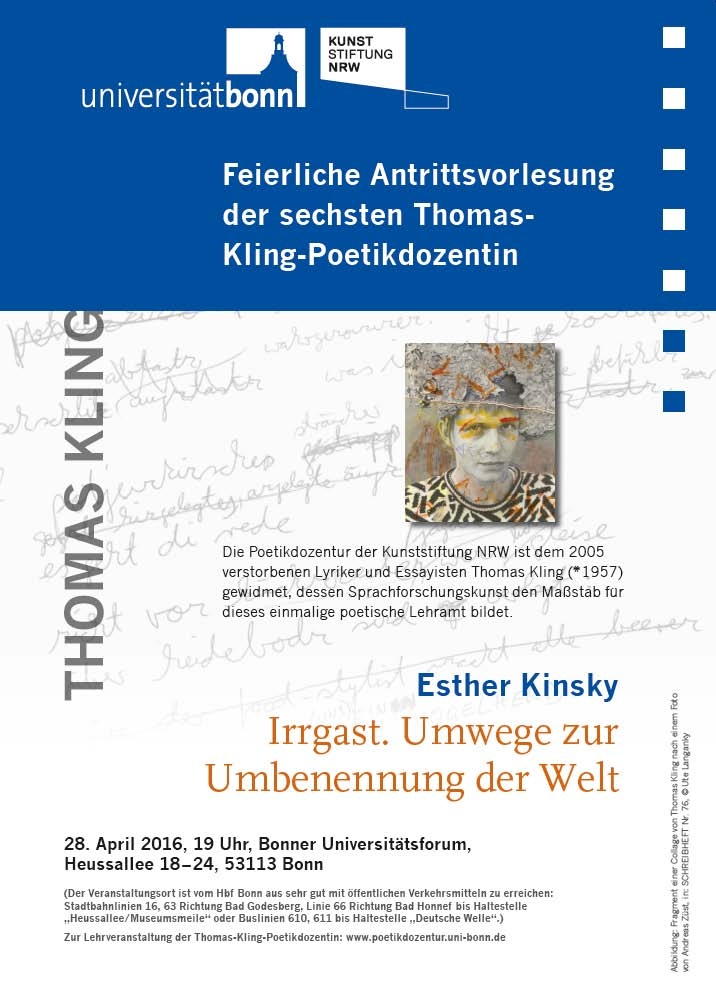
Poster zur Antrittsvorlesung von Esther Kinsky

Die Thomas Kling-Poetikdozentur wurde im Jahr 2011 an der Rheinischen Friedrich-Wilhelms-Universität in Bonn ins Leben gerufen. Sie bringt Literatur und Wissenschaft miteinander in Kontakt, indem sie die direkte Auseinandersetzung zwischen Studierenden, Wissenschaftlern und Autoren initiiert. Über einen Lehrauftrag wird die Poetikdozentur für jeweils zwei Semester in das reguläre Lehrprogramm des Instituts eingebunden. Die Poetikdozentur ist dem 2005 verstorbenen Lyriker und Essayisten Thomas Kling (1957–2005) gewidmet, dessen Sprachforschungskunst den Maßstab für dieses poetische Lehramt bildet.

## Poetikdozenten

### 2011: Stefan Weidner
Veranstaltungen: Im Sommersemester „Vorsicht, Ansteckungsgefahr! Gemeingefährliche Übersetzungen“ und im Wintersemester „Der Erste Weltkrieg und die Entstehung der literarischen Moderne. Versuch einer Übersetzung von John Dos Passos' »One Man’s Initiation«.“
Die Antrittsvorlesung fand am 11. April 2011 im Festsaal der Universität Bonn statt.
Die Laudatio für Stefan Weidner von Sabine Mainberger (Professorin für Vergleichende Literaturwissenschaft) wurde verlesen durch Jürgen Fohrmann (Professor für Vergleichende Literaturwissenschaft).

### 2012: Barbara Köhler
Veranstaltungen: Im Sommersemester „Update & Undo: Zur Odyssee“ und im Wintersemester „Update & Undo: Zur Odyssee II“.
Die feierliche Antrittsvorlesung fand am 19. April 2012 im Festsaal der Uni Bonn statt und trug den Titel „Reise zum Mittelpunkt der Rede“.
Die Laudatio für Barbara Köhler wurde von Kerstin Stüssel (Professorin für Vergleichende Literaturwissenschaft) gehalten.

### 2013: Oswald Egger
Veranstaltungen: Im Sommersemester „Vom poetischen Tun“ und im Wintersemester „Vom poetischen Tun II“. Die feierliche Antrittsvorlesung fand am 17. April 2013 im Festsaal der Universität Bonn statt.
Die Laudatio für Oswald Egger wurde von Thomas Fechner-Smarsly (Privatdozent für Skandinavische Sprachen und Literaturen) gehalten.

### 2014: Norbert Scheuer
Veranstaltungen: Im Sommersemester „Norbert Scheuers Romane“ und im Wintersemester „Kreatives Schreiben“. Die feierliche Antrittsvorlesung mit dem Titel „Vom Begehren zu Schreiben“ fand am 5. Mai 2014 im Bonner Universitätsforum statt. Die Laudatio für Norbert Scheuer wurde von Thomas Fechner-Smarsly (Privatdozent für Skandinavische Sprachen und Literaturen) gehalten.

### 2015: Marion Poschmann
Veranstaltungen: Im Sommersemester „Poetische Taxonomie I: Flora utopica. Textdetail und Weltentwurf“ und im Wintersemester „Poetische Taxonomie II: Fungi imperfecti – Unvollkommene Pilze“.
Die feierliche Antrittsvorlesung mit dem Titel „Kunst der Unterscheidung. Poetische Taxonomie.“ fand am 13. April 2015 im Bonner Universitätsforum statt. Die Laudatio für Marion Poschmann wurde von Kerstin Stüssel (Professorin für Vergleichende Literaturwissenschaft) gehalten.

### 2016: Esther Kinsky
Veranstaltungen: Im Sommersemester „Vom Umbenennen der Welt“.
Die Antrittsvorlesung mit dem Titel „Irrgast. Umwege zur Umbenennung der Welt.“ fand am 28. April 2016 im Universitätsforum Bonn statt. Die Laudatio für Esther Kinsky wurde von Sabine Mainberger, einer Professorin für Vergleichende Literaturwissenschaft, gehalten.

### 2017: Christoph Peters
Veranstaltungen: Im Sommersemester „Jedes Wort zählt – Eine Geschichtenwerkstatt“. Die feierliche Antrittsvorlesung mit dem Titel „Vom Lagerfeuer zum Werbespot - Wovon wir erzählen“ fand am 2. Mai 2017 statt. Die Laudatio für Christoph Peters wurde von Thomas Fechner-Smarsly (Privatdozent für Skandinavische Sprachen und Literaturen) gehalten.

### 2018: Anja Utler
Veranstaltungen: „Im Wortlaut: Hören und Sprechen als poetische Forschungswerkzeuge“. Die feierliche Antrittsvorlesung mit dem Titel „Barfußgedanken. Über die gestrichelten Linien zwischen Anne Carson, Thomas Kling und Sudermann & Söderberg“ fand am 9. Juli 2018 statt. Die Laudatio für Anja Utler wurde von Sabine Mainberger (Lehrstuhl für Vergleichende Literaturwissenschaften) gehalten.

### 2019: Marcel Beyer
Veranstaltungen: „Ordnen, Umformen, Verwandeln. Lockerungsübungen für den akademischen Alltag“. Die feierliche Antrittsvorlesung mit dem Titel „Schrift und Schnitzer“ fand am 6. Mai 2019 statt. Die Laudatio für Marcel Beyer wurde von Kerstin Stüssel (Abteilung für Neuere deutsche Literaturwissenschaft) gehalten.

### 2021: Ulrike Almut Sandig
Veranstaltung: „Das Eigene und das Fremde. Literarisches Werkstattseminar über den Kontakt zwischen Dichtung und anderen Denkformen“. Die feierliche Antrittsvorlesung fand am 27. April 2021 statt. Die Laudatio für Ulrike Almut Sandig wurde von Thomas Fechner-Smarsly (Privatdozent für Skandinavische Sprachen und Literaturen) gehalten.

### 2022: Steffen Popp
Veranstaltungen: „Zeitgenössische Lyrik übersetzen / poetisch übertragen“. Die feierliche Antrittsvorlesung mit dem Titel: „Bumerang oder erweiterte Wirklichkeit / Zerstörte Metaphern bilden eine Parallelerde im Maßstab 3:1. Von Bildern in Gedichten der Gegenwart.“ fand am 25. April 2022 statt. Die Laudatio für Steffen Popp wurde von Sabine Mainberger (Lehrstuhl für Vergleichende Literaturwissenschaften) gehalten. 

### 2023: Ulrike Draesner
Ulrike Draesner hielt ihre Antrittsvorlesung unter dem Titel „Was macht die Poesie?“ am 24. April 2023.

### 2024: Uljana Wolf
Uljana Wolf wurde als 13. Thomas Kling-Poetikdozentin an die Rheinische Friedrich-Wilhelms-Universität Bonn berufen.

## Veröffentlichungen

### Von Sprache sprechen. Die Thomas-Kling-Poetikdozentur

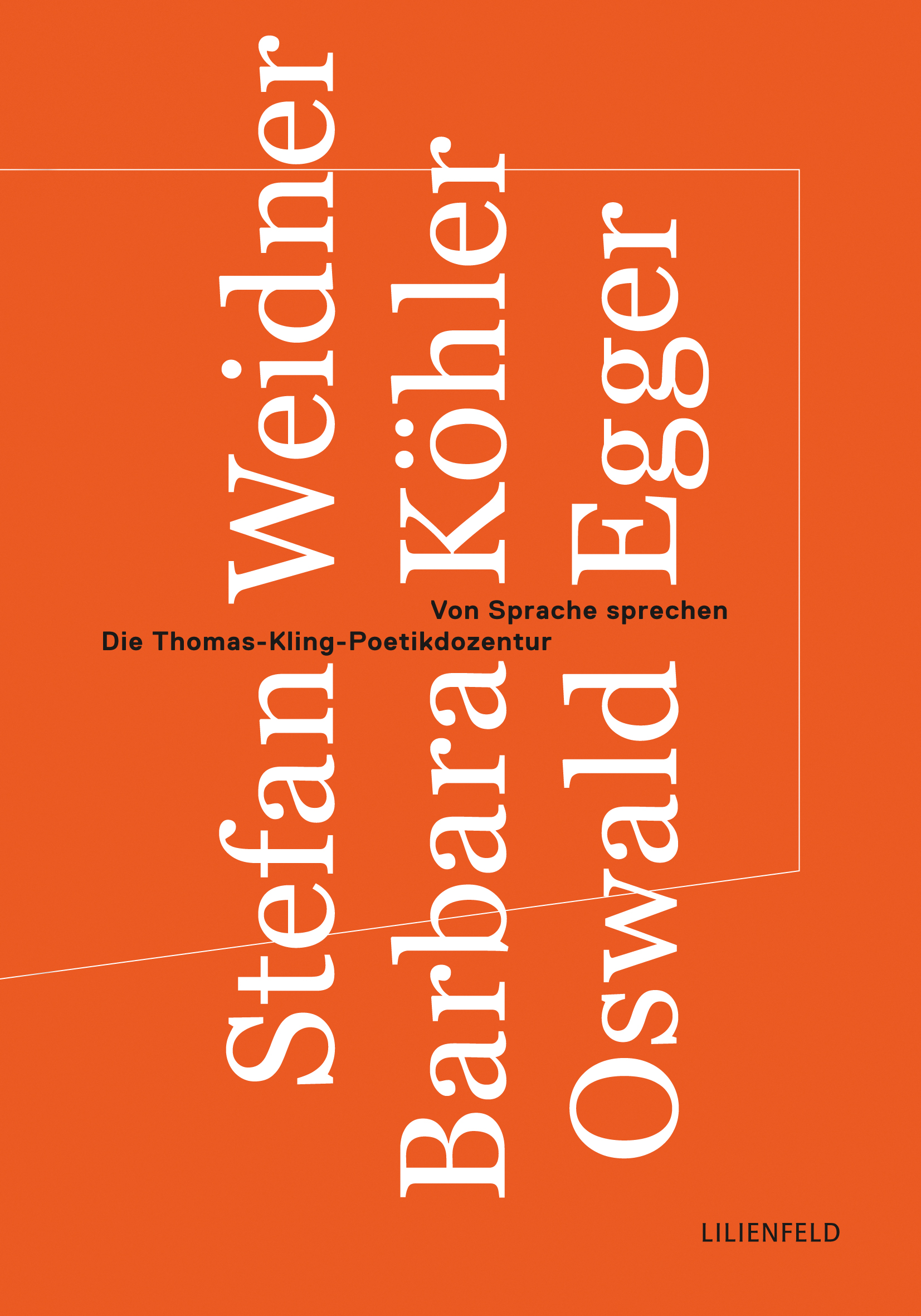
Von Sprache sprechen.

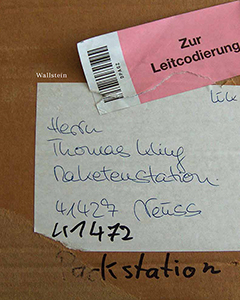
Zur Leitcodierung. Manhattan Schreibszene.

„Was macht eine Schriftstellerin an einer Universität?“, fragt die zweite Inhaberin der Poetikdozentur Barbara Köhler in ihrer Antrittsvorlesung und gibt eine Antwort: „Sie stellt Schrift, stellt sie her, stellt damit Hier her: eine Gegenwart.“
Die Poetikdozentur ermöglicht „den Brückenschlag zwischen Wissenschaft und Kunst sowie die Möglichkeit für Studierende, in Zeiten immer enger werdender akademischer Strukturen einen Freiraum zu erfahren und sich als Teil ihres Studiums im direkten Kontakt mit der ästhetischen Theorie und Praxis einer lebenden Autorin oder eines lebenden Autors auseinanderzusetzen, Kenntnis vom sogenannten „Literaturbetrieb“ zu erhalten, Erfahrungen mit ihrer eigenen literarischen Kreativität sammeln zu können und im glücklichsten Fall vielleicht selbst zu literarischer Produktion angeregt zu werden“, so Jürgen Fohrmann.
Dieser Band stellt die ersten drei Poetikdozenten vor und lässt sie in der Verschriftlichung ihrer Antrittsvorlesungen selbst zu Wort kommen: den Übersetzer und Arabisten Stefan Weidner, die Autorin und Textkünstlerin Barbara Köhler und den Autor Oswald Egger, Nachfolger Thomas Klings auf der Raketenstation Hombroich.
Ergänzt wird er u. a. durch ein Geleitwort von Jürgen Fohrmann, Laudationes von Sabine Mainberger, Thomas Fechner-Smarsly und Kerstin Stüssel und einem Gedicht von Götz Gericke, Stefanie Kunkel und Anne Christina Scheuss.
Düsseldorf, Lilienfeld Verlag 2014.

### Zur Leitcodierung. Manhattan Schreibszene
Herausgegeben von Kerstin Stüssel und Gabriele Wix.
Unveröffentlichtes Arbeitsmaterial als Faksimile und Transkription zu zwei zentralen Gedichten im Werk von Thomas Kling.
Thomas Kling (1957–2005) verbrachte 1995 einige Zeit in Manhattan. In dieser Zeit entstand das Gedicht »Manhattan Mundraum«, das den Gedichtband »morsch« einleitet. Das Gedicht »Manhattan Mundraum Zwei«, das den Auftakt des Gedichtbands »Sondagen« (2002) bildet, vollzieht eine poetische Reaktion auf die Geschehnisse am 11. September 2001. Im Nachlass Thomas Klings auf der Raketenstation Hombroich haben sich Dokumente gefunden, die die Arbeitsweise des Dichters und die Entstehungsprozesse beider Gedichte nachvollziehbar machen. Sie werden in dem von Kerstin Stüssel und Gabriele Wix herausgegebenen, reichbebilderten Band »Thomas Kling. Zur Leitcodierung« nun faksimiliert. In jeweils einem Essay nähern sich die beiden Herausgeberinnen dem Dichter Kling. Göttingen, Wallstein Verlag 2013.

### Thomas Kling. Double Exposure. Ausstellungskatalog
Herausgegeben von Gabriele Wix und Kerstin Stüssel
Der 2005 im Alter von 47 Jahren verstorbene Lyriker und Essayist Thomas Kling hat die deutschsprachige Literatur seit den 1980er Jahren folgenreich geprägt. Dem Blick auf das eigene Ich in der Literatur der 1970er Jahre, der sog. neuen Innerlichkeit, setzte er die Orientierung an der Wirklichkeit und an ihrer medialen Verfassung entgegen. Dazu gehört die Sprache in ihren historischen Schichtungen und ihrem breiten Spektrum von der Fachsprache bis hin zum umgangssprachlichen Gebrauch; eine entscheidende Rolle spielen hier die Bildmedien.
An der Schnittstelle von Bild und Wort und den Reibungseffekten dieser Medien in Klings Schreiben setzt die Ausstellung in der Kunst- und Museumsbibliothek an, wenn sie den materialen Spuren der intensiven Auseinandersetzung des Dichters mit der bildenden Kunst nachgeht.
Erschienen in der Schriftenreihe der Kunst- und Museumsbibliothek Köln, Bd. 5, Köln 2017. ISBN 978-3-942898-04-1.

### Worte. und deren Hintergrundstrahlung
Der Sammelband ist das Ergebnis eines Symposiums, das im Juli 2021 stattfand. Der Anlass des Symposiums war die Herausgabe der vierbändigen Werkausgabe Thomas Klings. Der Sammelband vereint die Ergebnisse und Diskussionen des Symposiums als auch Dokumentfunde aus dem Nachlass Thomas Klings. Der Band erschien im Rahmen der Schriftenreihe Literatur der Kunststiftung NRW. Herausgegeben wurde er von Raphaela Eggers, Ute Langanky und Marcel Beyer im Auftrag der Stiftung Insel Hombroich.
Düsseldorf, Lilienfeldverlag 2022.